# Zaak-Lubbers
De zaak-Lubbers betreft de aanklacht van een Amerikaanse VN-medewerkster tegen de toenmalig hoge commissaris voor de Vluchtelingen Ruud Lubbers wegens seksuele intimidatie in 2003.
Cynthia Brzak (1952), assistent opleidingen op de afdeling personeelszaken van de UNHCR in Genève, heeft zich beklaagd over een voorval op 18 december 2003, toen zij na een vergadering, in aanwezigheid en onder het oog van nog verschillende andere aanwezigen, op het UNHCR-hoofdkwartier, door Lubbers zou zijn vastgepakt. Ook de toenmalige directeur personeelszaken, Werner Blatter, zou haar enkele minuten later, onder aanwezigheid van diverse andere personen, op de gang hebben vastgepakt. Op 27 april 2004 diende zij hierover een klacht in. Er volgde een onderzoek. Lopende dit onderzoek deed Lubbers Brzak een brief toekomen waarin hij er zeer sterk op aandrong dat zij haar beschuldigingen jegens hem zou intrekken, omdat haar positie bij UNHCR anders schade zou kunnen oplopen.
Naar aanleiding van het geheime interne onderzoeksrapport van de onderzoekscommissie UN internal Oversight onder leiding van Fred Eckhardt, besloot algemeen VN-secretaris Kofi Annan de zaak te laten rusten omdat hij de aanklacht niet bewezen achtte. Wel berispte hij Lubbers vanwege het belemmeren van het onderzoek. Lubbers bleef in functie. Toen de Britse krant The Independent het rapport bekendmaakte, trad Lubbers in februari 2005 alsnog af. Eveneens in 2005 kreeg Brzak te horen dat haar functie bij de UNHCR zou worden opgeheven.
Op 15 oktober 2005 trad Brzak naar buiten met interviews in NRC Handelsblad en NOVA. In deze interviews gaf zij te kennen een juridische procedure te willen beginnen tegen de UNHCR en Lubbers, omdat ze na haar aanklacht structurele tegenwerking had ervaren binnen de UNHCR.
Lubbers verklaarde op 24 oktober 2005, tijdens de Nacht van de VN in de Amsterdamse Melkweg dat hij Brzak "beklagenswaardig" vond en herhaalde nogmaals dat hij slechts "een uiterst vriendelijk gebaar" naar haar had gemaakt. Ondanks pogingen zijn naam te zuiveren, zou hij nog lang achtervolgd worden door de hele geschiedenis. Op 28 december 2007 werd hij gedurende drie uur geïnterviewd voor de VPRO radio, in het laatste uur van dit interview geeft hij een uitgebreide verhandeling over hoe de vork in de steel zat bij deze affaire. Brzak en haar medestanders zouden een politiek programma hebben gehad en, zo benadrukt hij, hem is onrecht gedaan.
Brzak heeft samen met haar Frans-Egyptische collega Nasr Ishak het Amerikaanse hooggerechtshof verzocht Kofi Annan, Ruud Lubbers en andere betrokkenen de diplomatieke onschendbaarheid te ontnemen zodat ze terecht zouden kunnen staan. Tevens heeft zij de VN verzocht haar te compenseren voor de geleden schade. Dit verzoek werd op 2 oktober 2006 afgewezen.